# Traversella
Traversella (piemontesisch Traussela) ist eine Gemeinde in der italienischen Metropolitanstadt Turin (TO), Region Piemont.

## Lage und Einwohner
Traversella liegt 63 km nördlich von Turin. Der Ort liegt auf einer Höhe von 827 m über dem Meeresspiegel. Das Gemeindegebiet umfasst eine Fläche von 39,36 km² und hat  306 Einwohner (Stand 31. Dezember 2023). Die Gemeinde besteht aus den Ortsteilen Chiara, Cappia, Succinto, Delpizzen, Cantoncello, Fondo, Tallorno und Traversella.
Die Nachbargemeinden sind Pontboset, Donnas, Valprato Soana, Quincinetto, Ronco Canavese, Tavagnasco, Brosso, Trausella, Meugliano, Ingria, Frassinetto, Vico Canavese und Castelnuovo Nigra.

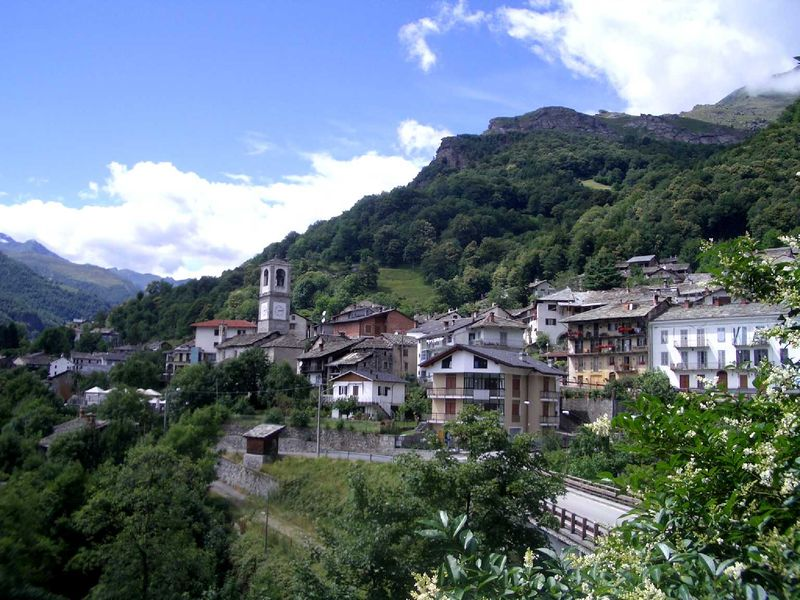
Panorama

## Geschichte

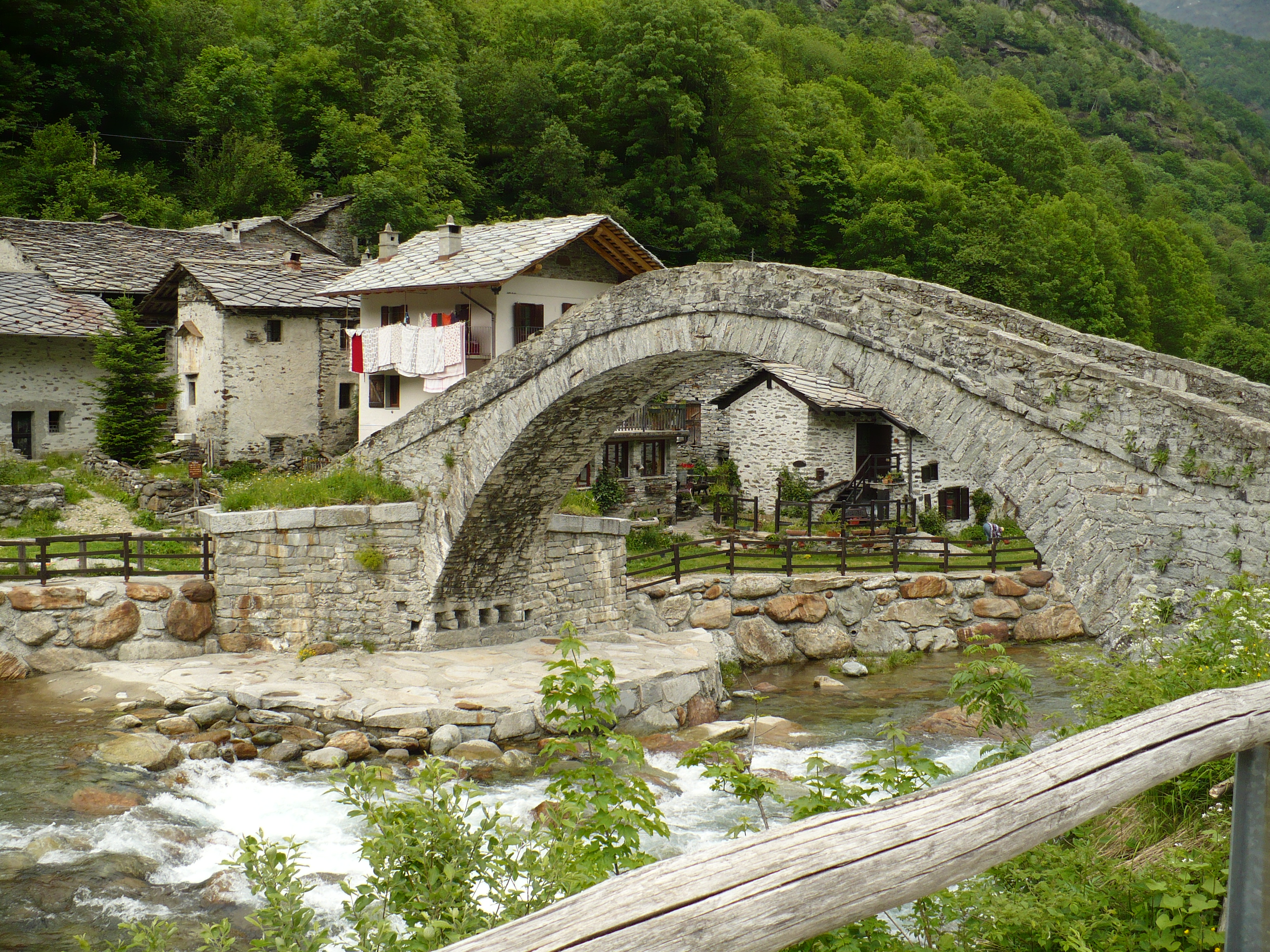
Weiler Fondo

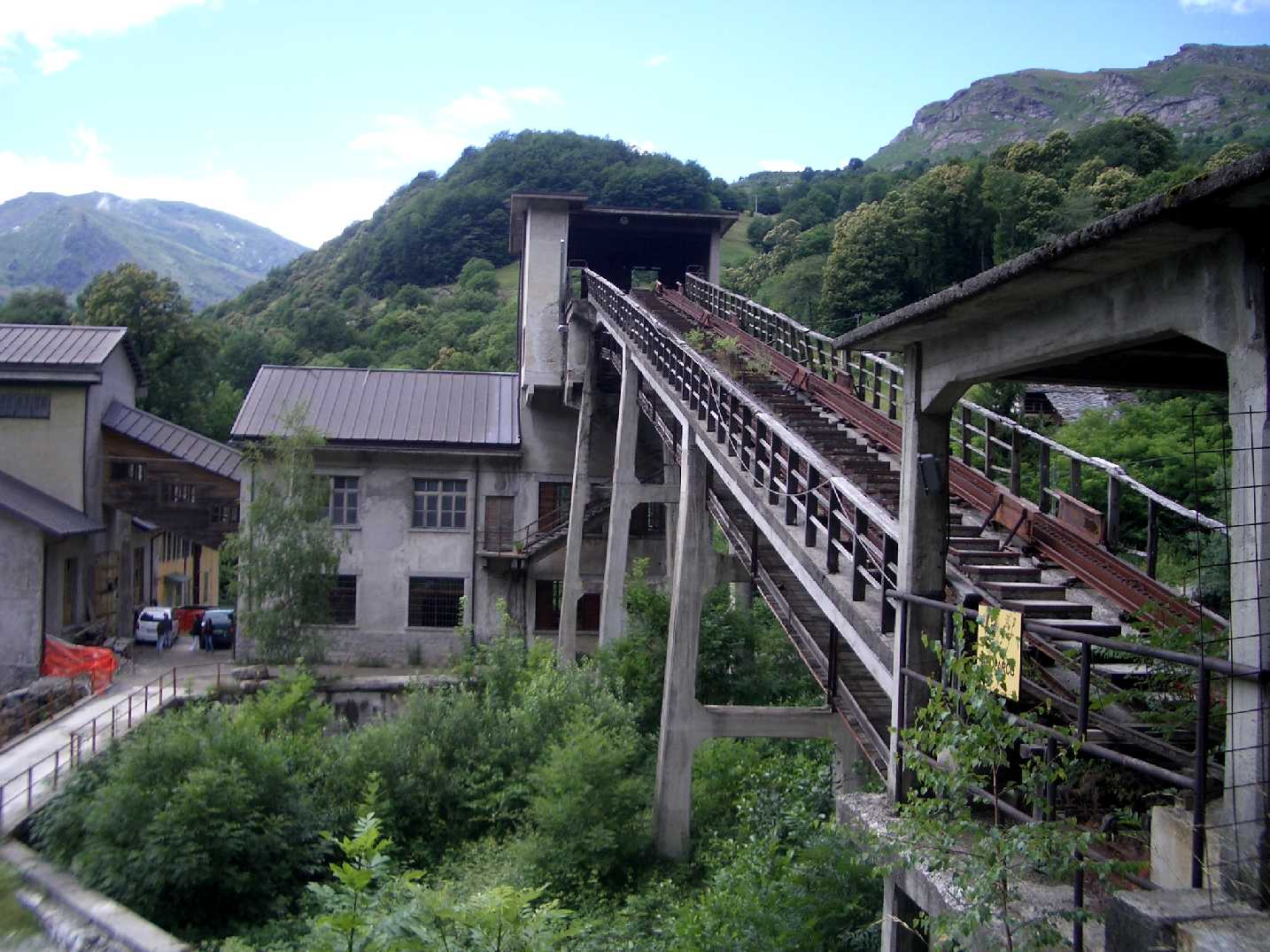
Das Bergwerk

Seit dem Ende des 14. Jahrhunderts sicherten sich die Savoyer ihre Herrschaft. 1387 mussten die Familienoberhäupter nach Ivrea gehen und Amedeo VII., dem sogenannten Roten Grafen, ihre Treue schwören. Die Wirtschaft des Landes war zu dieser Zeit stark von der Ausbeutung der Bodenschätze durch die lokale Bevölkerung abhängig.
Die Nichtbeachtung dieser Rechte durch die kleinen Feudalherren führte im 15. Jahrhundert zu einem Wiederaufleben des Volksaufstands (der bereits unter dem Namen „tuchinaggio“ bekannt war). Gegen Mitte des Jahrhunderts widerrief Ludwig von Savoyen die Gewährung von Bergbaurechten, um die Aufständischen zu bestrafen.
Erst 1745 befreite ein Beschluss der Königlichen Rechnungskammer die Familien von Traversello endgültig von feudalen Missbräuchen.
Unter den bemerkenswerten Persönlichkeiten, die in Traversella geboren wurden, ist der Notar Abbondio Chialiva zumindest wegen seines abenteuerlichen Lebens und seiner Freiheitsideale zu erwähnen.
Während des Zweiten Weltkriegs erschossen die Nazis am 13. und 14. Oktober 1944 als Vergeltung auf dem Hauptplatz von Traversella 13 Partisanen aus verschiedenen Teilen Italiens. Ihre Namen sind auf einer Gedenktafel am Ort des Massakers in piemontesischer Sprache eingraviert. Beim Dorfeingang erinnert eine 2010 restaurierte Inschrift auf Deutsch („Achtung Bandengefahr!“) daran, dass in diesem Gebiet Partisanenformationen operierten.
In Traversella ist auch bekannt für ihre Minerialienmine. Seit dem Ende des Mittelalters wird die Erzmine genutzt. In den 1960er Jahren wurde der Abbau gestoppt und seitdem werden Mineralien gesucht. Das Bergwerk für Besucher geöffnet. Es hat auch ein Museum mit besonderen Fundstücken.